# Majosháza
Majosháza község Pest vármegyében, a Szigetszentmiklósi járásban, a budapesti agglomerációban.

## Fekvése
A Csepeli-síkon, a vármegye déli részén fekszik, a Ráckevei-Duna bal partján, nagyjából átellenben a Csepel-szigeten fekvő Szigetcséppel, Budapesttől 30 kilométerre.
A közvetlenül határos települések: északkelet felől Dunavarsány (Nagyvarsány), kelet felől Délegyháza, délkelet felől Kiskunlacháza, dél felől Áporka, nyugat felől Szigetcsép, északnyugat felől pedig Tököl (utóbbi szintén a Csepel-szigeten helyezkedik el).
A környék fontosabb települései közül Délegyháza 7, Áporka 5,5, Kiskunlacháza 8, Taksony 10, Dunaharaszti pedig 13 kilométer távolságra található.

### Megközelítése
A vízi- és kerékpáros túraútvonalakat leszámítva csak közúton közelíthető meg, az 51-es főúton, melyről majdnem pontosan a 31. kilométernél kell letérni nyugati irányban az 51 108-as számú mellékútra. (Ugyanott ágazik ki az ellenkező irányban a Délegyházára vezető 52 102-es számú mellékút is.)

## Története
Majosháza vagy eredeti nevén Daj és környéke már ősidők óta lakott hely, amit a területén talált bronzkori leletek is bizonyítanak.
Daj nevét az oklevelek 1278-ban említik először Day  alakban.
1278-ban IV. László király Daji Bochou-nak és Bilak-i (Bülk-i) rokonainak adta Juda földet; a beiktatásról Daji Salamon tett jelentést.
1281-ben Daj föld birtokjoga tárgyában Varnel fia Pállal szemben Chepan fiai, Lőrinc és Moyus, valamint Povcha fia János tizedmagával esküt tett.
1299-ben Bán Marcell és öccse, Pansa [Pausa] azt állította, hogy IV. László király, mint királyi mézadók földjét adta azt nekik, Péter fia András viszont öröklött földnek állította, de a perdöntő párbaj előtt Marcellék visszaléptek.
1300 -ban III. Endre király Péter fiait, Andrást, IWan-t és Benedeket beiktatta Daj birtokába, és határait leiratta.
1377-től a körülírt föld , a csepeli Duna-ág és Csóka között Majosháza néven szerepel, új nevét bizonyára Csépán fia Majos-ról (1281) vette.
1291-ben a határ Csóka felé tovább terjedt mint ma, mert az országút is Daj területén vezetett.
A török időkben elnéptelenedett, a települést a 18. században kisnemesi családok népesítették be.

## Közélete

### Polgármesterei
- 1990–1994: Kucsera Benő (független)[3]
- 1994–1998: László József (független)[4]
- 1998–2002: László József (független)[5]
- 2002–2003: Kucsera Benő (MSZP)[6]
- 2003–2006: Kis Gábor Ferenc (független)[7]
- 2006–2010: Kis Gábor Ferenc (független)[8]
- 2010–2014: Kis Gábor Ferenc (független)[9]
- 2014–2019: Kis Gábor Ferenc (független)[10]
- 2019–2024: Zsiros Viktor (független)[11]
- 2024– : Zsiros Viktor (független)[1]

A településen a 2002. október 20-án megtartott önkormányzati választás érdekessége volt, hogy az országos átlagot jóval meghaladó számú, összesen 7 polgármesterjelölt indult. Ilyen nagy számú jelöltre abban az évben az egész országban csak 24 település lakói szavazhattak, ennél több (8 vagy 10) aspiránsra pedig hét másik településen volt példa. A helyi közéleti paletta ilyen erős széttagoltsága miatt az eredmény vélhetően nem hozott nyugalmat a falunak: az újonnan megválasztott településvezető rövid időn belül lemondott, így a községben már 2003. május 11-én időközi polgármester-választást kellett tartani (egyetlen polgármesterjelölt részvételével).

## Népesség
A település népességének változása:
| Lakosok száma | 1519 | 1524 | 1594 | 1677 | 1713 | 1715 | 1706 |
|               | 2013 | 2014 | 2018 | 2021 | 2022 | 2023 | 2024 |

A 2011-es népszámlálás során a lakosok 90,3%-a magyarnak, 0,3% bolgárnak, 1,2% cigánynak, 1,6% németnek, 0,4% románnak mondta magát (9,6% nem nyilatkozott; a kettős identitások miatt a végösszeg nagyobb lehet 100%-nál). A vallási megoszlás a következő volt: római katolikus 18,9%, református 29,7%, evangélikus 0,9%, görögkatolikus 0,9%, felekezeten kívüli 17,4% (29,6% nem nyilatkozott).
2022-ben a lakosság 88,1%-a vallotta magát magyarnak, 0,6% németnek, 0,6% románnak, 0,5% cigánynak, 0,4% szlováknak, 0,2% bolgárnak, 0,1-0,1% ukránnak és ruszinnak, 1,8% egyéb, nem hazai nemzetiségűnek (11,7% nem nyilatkozott; a kettős identitások miatt a végösszeg nagyobb lehet 100%-nál). Vallásuk szerint 27,7% volt református, 14,4% római katolikus, 1,7% görög katolikus, 0,4% evangélikus, 0,1% ortodox, 0,1% izraelita, 1,4% egyéb keresztény, 0,5% egyéb katolikus, 15,3% felekezeten kívüli (38,4% nem válaszolt).

## Nevezetességei
- Református temploma 1891-ben épült a homlokzatból kiugró toronnyal.

## Testvértelepülések
- Középajta (Románia)
- Sókszelőce (Szlovákia)[15]